# E01号線
E01号線 (E01ごうせん、英: European route E01) はヨーロッパを南北に走っている欧州自動車道路のAクラス幹線道路。
イギリスのラーンからスペインのア・コルーニャ間は海路が設定されているが、フェリーの運航はない。
その後、ポルトガル国内をポルト、首都リスボン、アルガルヴェ地方のファロを通過しながら縦断し、スペインのセビリアに至る。

## 経路

### 経過する主要都市
- イギリス
  - ラーン - ベルファスト
- アイルランド
  - ダブリン - ウェックスフォード - ロスレア ユーロポート（英語版） - 海路
- スペイン
  - 海路 - ア・コルーニャ - ポンテベドラ
- ポルトガル
  - ヴァレンサ（英語版） - ポルト - アルベルガリア＝ア＝ヴェーリャ（英語版） - コインブラ - リスボン - セトゥーバル - ファロ - ヴィラ・レアル・デ・サント・アントニオ
- スペイン
  - ウエルバ - セビリア